# Fresh Kill
Fresh Kill è il settimo album in studio da solista del rapper italiano Metal Carter, pubblicato e distribuito dalla Time To Kill Records a partire dal 16 Ottobre 2020.

## Il disco
L'album è stato interamente registrato, mixato e masterizzato al Neter Sound Studio di Roma. Tutte le tracce sono state prodotte da Akira Beats. La copertina è stata invece realizzata da Scarful, storico collaboratore di molti artisti provenienti dal Truceklan. Le voci su un nuovo disco di Metal Carter sono cominciate quando il rapper attraverso il proprio canale YouTube ha pubblicato il video del singolo "Non scherzo" il 28 Ottobre 2019. Il 19 Novembre successivo il rapper ha annunciato, sempre tramite un video su YouTube, di essere al lavoro su due dischi diversi: uno al 3Tone Studio insieme a Depha Beat (come il precedente) ed un altro al Neter Sound Studio insieme ad Akira Beats, ed inaugura una campagna Crowdfunding a sostegno del secondo progetto. Il giorno stesso, tramite un post su Instagram ha svelato che quest'ultimo prenderà il nome di "Fresh Kill". Il 26 Maggio 2020 viene pubblicato su YouTube il video di "Chiarimenti", singolo in collaborazione con Davide Toffolo, leader dei Tre Allegri Ragazzi Morti. Il 4 Settembre, infine, Metal Carter ha annunciato copertina e data di uscita di Fresh Kill, fissata al 16 Ottobre, e vengono aperti i pre-order del disco e del relativo merchandise sul sito della Time To Kill Records. Come anteprima del disco viene pubblicato su YouTube il 20 Settembre il video di "Death To Pigs", terzo singolo estratto dall'album e contenente nel finale un dialogo tratto dal film "Il giustiziere della notte n.2". Fresh Kill si differenzia dagli altri lavori di Metal Carter per via di un approccio molto più street e Gangsta in confronto ad esempio al precedente Slasher Movie Stile, che trattava tematiche più orrorifiche e splatter. Temi ricorrenti del disco sono infatti quelli della vita di strada, della criminalità, della violenza e della giustizia. L'album inoltre, come viene riportato nel booklet del CD e nella retrocopertina del vinile, è dedicato a tutte le persone che hanno subito ingiustizie di qualsiasi tipo. "Fresh Kill è il vostro riscatto" conclude il rapper. Ospiti del disco sono Young Signorino, Danno dei Colle Der Fomento, Esa, Pacman XII dei Do Your Thang, Davide Toffolo dei Tre Allegri Ragazzi Morti, Sick Boy Simon dei Dirty Dagoes e lo storico amico Santo Trafficante. Il 4 Novembre infine è stato caricato su YouTube il video di "Armata Mimetica", reso però pubblico a partire dal 17 dello stesso mese.

## Tracce
1. Non Scherzo – 2:23
2. Urgenza di Giustizia (SKIT) – 1:15
3. Oltre Il Bene e Il Male – 2:30
4. Armata Mimetica (feat. Young Signorino) – 3:18
5. Death To Pigs – 3:47
6. Landmarks (feat. Danno, Esa) – 3:31
7. G Control (feat. Pacman XII) – 3:02
8. Chiarimenti (feat. Davide Toffolo) – 2:45
9. No Society Suckers (feat. Sick Boy Simon) – 3:08
10. Proposta di Omicidio (feat. Santo Trafficante) – 4:44
11. Esecuzione (SKIT) – 0:59
12. Qui Non Puoi Starci – 2:26
13. Frontline – 2:16